# Rengasjärvi
Rengasjärvi är en sjö i Gällivare kommun i Lappland och ingår i Kalixälvens huvudavrinningsområde. Sjön har en area på 0,09 kvadratkilometer och ligger 351,9 meter över havet.

## Delavrinningsområde
Rengasjärvi ingår i det delavrinningsområde (749751-174160) som SMHI kallar för Ovan VDRID = Sattajoki i Kalixälvens vattendragsy*. Medelhöjden är 363 meter över havet och ytan är 29,45 kvadratkilometer. Räknas de 335 avrinningsområdena uppströms in blir den ackumulerade arean 5 861,38 kvadratkilometer. Avrinningsområdets utflöde Kalixälven (Kaitumälven) mynnar i havet. Avrinningsområdet består mestadels av skog (77 procent) och sankmarker (13 procent). Avrinningsområdet har 2,63 kvadratkilometer vattenytor vilket ger det en sjöprocent på 8,9 procent.